# Sky Fort
Sky Fort Business Center es un rascacielos de oficinas actualmente en construcción en Sofía (Bulgaria). Está situado en la vía más transitada de la capital búlgara, Tsarigradsko shose, y cerca de la estación de metro de Tsarigradsko shose. Sky Fort será el primer rascacielos de más de 200 m de altura de Sofía y se convertirá en el edificio más alto de Bulgaria y de los Balcanes. Tendrá 47 plantas y una superficie de 82.000 metros cuadrados.
El edificio tendrá 2 plantas subterráneas que servirán de aparcamiento. Está previsto que el edificio esté terminado en 2025.
Además de las 36 plantas de oficinas, el rascacielos tendrá una cafetería en la planta baja, 3 plantas técnicas y un restaurante en dos niveles en la parte superior del edificio, donde también habrá una plataforma de observación panorámica. Entre el restaurante y la plataforma de observación habrá un ascensor panorámico. El edificio tendrá un total de 19 ascensores, de los cuales 4 conectarán la planta baja y las plantas subterráneas, y 13 ascensores de alta velocidad darán servicio a las plantas de oficinas. También habrá uno de carga y otro más que se utilizará en operaciones de rescate de emergencia.